# FK FAJUR Beslan
Futbolnyj klub FAJUR Beslan (rusky: Футбольный клуб «ФАЮР» Беслан) byl ruský fotbalový klub sídlící ve městě Beslan. Klub byl založen v roce 2010 jako Belsan-FAJUR Beslan, zanikl v roce 2012.

## Historické názvy
- 2010 – Belsan-FAJUR Beslan
- 2011 – FAJUR Beslan

## Umístění v jednotlivých sezonách
| Sezóny  | Liga                      | Úroveň | Z  | V  | R | P  | VG | OG | +/- | B  | Pozice |
| ------- | ------------------------- | ------ | -- | -- | - | -- | -- | -- | --- | -- | ------ |
| 2010    | Vtoroj divizion – sk. Jug | 3      | 32 | 12 | 9 | 11 | 36 | 37 | -1  | 45 | 6.     |
| 2011/12 | PFL – sk. Jug             | 3      | 34 | 11 | 8 | 15 | 41 | 59 | -18 | 41 | 11.    |